# Santeri Väänänen
Santeri Väänänen né le 1er janvier 2002 à Helsinki en Finlande, est un footballeur international finlandais. Il évolue au poste de milieu central au Rosenborg BK.

## Biographie

### En club
Né à Helsinki en Finlande, Santeri Väänänen commence le football au Pajamäen Pallo-Veikot avant de rejoindre à l'âge de sept ans le Klubi-04, l'équipe réserve du HJK Helsinki. Avec le Klubi-04 il débute en professionnel le 28 janvier 2018 face à l'IFK Mariehamn en coupe de Finlande. Son équipe s'incline par quatre buts à deux ce jour-là.
Il rejoint ensuite le HJK Helsinki, avec qui il devient champion de Finlande en  2018. Considéré comme l'un des grands espoirs du club, Väänänen est intégré en 2019 par son entraîneur Toni Koskela (en). Le 9 juillet 2019, il joue sa première rencontre de Ligue des champions en match de qualification face au HB Tórshavn. Il est titulaire et son équipe s'impose par trois buts à zéro ce jour-là.
Il est sacré Champion de Finlande pour la troisième fois en 2021.
En janvier 2023, Santeri Väänänen rejoint la Norvège afin de s'engager en faveur du Rosenborg BK. Il signe un contrat courant jusqu'en décembre 2026.

### En équipe nationale
Santeri Väänänen est sélectionné avec l'équipe de Finlande des moins de 17 ans de 2018 à 2019, où il officie notamment à neuf reprises comme capitaine. En septembre 2018, il se met en évidence en inscrivant deux buts, contre la Russie et la Macédoine. Il joue un total de quatorze matchs pour deux buts dans cette catégorie.

## Palmarès
HJK Helsinki
- Champion de Finlande (3) :
  - Champion : 2018, 2020 et 2021.